# Mohamed Sidda Dicko
Mohamed Sidda Dicko est un magistrat malien, ministre de la Justice et Garde des Sceaux du Mali depuis le 5 octobre 2020.

## Biographie
Le 10 février 2008, Mohamed Sidda Dicko est nommé membre de la cour constitutionnelle du Mali. Il devient ensuite procureur de la commune III du district de Bamako, au Pôle économique. En 2014, il démissionne de son poste à la suite de sa mésentente avec le ministre de la justice Mohamed Ali Bathily sur le traitement du dossier de l’incarcération du maire de Bamako Adama Sangaré,.
À la suite de sa démission, il devient directeur de l'Institut National de Formation Judiciaire (INFJ). En juin 2019, il est nommé inspecteur en chef à l’Inspection des Services Judiciaires.
Le 5 octobre 2020, le président de la transition Bah N'Daw le nomme ministre de la Justice et Garde des Sceaux. En février 2021, il accède également à la présidence de l’Organisation pour l’Harmonisation en Afrique du Droit des Affaires (OHADA).

## Controverses
En 2012, Mohamed Sidda Dicko est chargé par Malick Coulibaly, alors ministre de la Justice, d’enquêter sur les dossiers de fraudes et corruption entre 2002 et 2012 (période de la présidence d’Amadou Toumani Touré). Il fait incarcérer le maire de Bamako Adama Sangaré pour faux et usages de faux. Ce dernier est relaxé le 29 août 2013, soit deux semaines après la tenue des élections présidentielles. Il apparaît par la suite que Sangaré était un puissant soutien au candidat à la présidence Modibo Sidibé, et que cette incarcération avait pour but de briser les soutiens stratégiques du candidat Sidibé,.
En décembre 2020, dans une cabale contre l’ancien premier ministre Boubou Cissé, Mohamed Sidda Dicko fait incarcérer arbitrairement 7 personnalités politiques et du monde des affaires, dont le DGA de l’AGEFAU et celui du PMU Mali, les accusant de comploter contre la junte militaire au pouvoir depuis août 2020, mais sans jamais apporter d’éléments au dossier pour justifier ces arrestations. Human Rights Watch s’est saisi du dossier.